# Bellou
Bellou (Ausspracheⓘ) ist eine ehemalige französische Gemeinde mit 147 Einwohnern (Stand: 1. Januar 2013) im Département Calvados in der Region Normandie.
Am 1. Januar 2016 wurde Bellou im Zuge einer Gebietsreform zusammen mit 21 benachbarten Gemeinden als Ortsteil in die neue Gemeinde Livarot-Pays-d’Auge eingegliedert.

## Geografie
Bellou liegt im Pays d’Auge. Rund 20 Kilometer nördlich des Ortes befindet sich Lisieux. Westsüdwestlich Bellous ist Falaise gut 35 Kilometer entfernt.

## Bevölkerungsentwicklung
| Jahr                             | 1793 | 1836 | 1876 | 1926 | 1946 | 1975 | 1990 | 2013 |
| Einwohner                        | 348  | 477  | 273  | 211  | 235  | 167  | 121  | 147  |
| Quelle: Cassini, EHESS und INSEE |      |      |      |      |      |      |      |      |

## Sehenswürdigkeiten

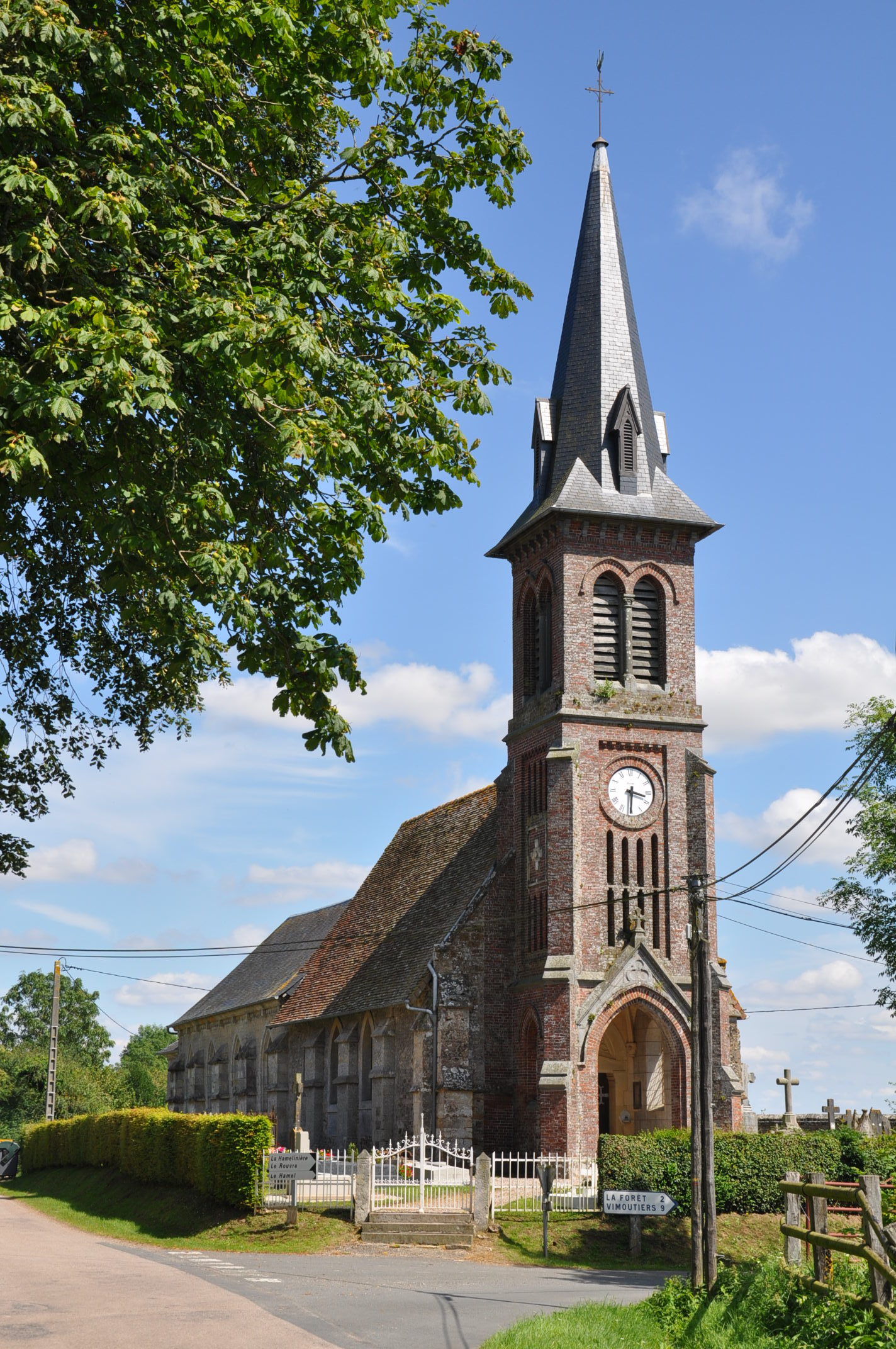
Kirche Notre-Dame

- Kirche Notre-Dame aus dem 16. Jahrhundert
- Herrenhaus aus dem 16. Jahrhundert, seit 1923 Monument historique[3]